# Te slăvim, Românie
Te slăvim, Românie ("Wij verheerlijken U, Roemenië") was tussen 1953 en 1977 het officiële volkslied van de Socialistische Republiek Roemenië. 
De tekst is geschreven door Eugen Frunză en Dan Deșliu, de muziek door Vladimir Socor. Het lied benadrukt de vriendschap tussen Roemenië en de Sovjet-Unie en verheerlijkt de Communistische ideologie.

## Roemeense tekst
Te slăvim, Românie, pământ părintesc
Mândre plaiuri sub cerul tău pașnic rodesc
E zdrobit al trecutului jug blestemat
Nu zadarnic, străbunii eroi au luptat
Astăzi noi împlinim visul lor minunat
Puternică, liberă
Pe soartă stăpână
Trăiască Republica
Populară Română
Înfrățit fi-va veșnic al nostru popor
Cu poporul sovietic eliberator
Leninismul ni-e far și tărie si avânt
Noi urmăm cu credință Partidul ne-nfrânt
Făurim socialismul pe-al țării pământ
Puternică, liberă
Pe soartă stăpână
Trăiască Republica
Populară Română
Noi uzine clădim, rodul holdei sporim
Vrem în pace cu orice popor să trăim
Dar dușmanii de-ar fi să ne calce în prag
Îi vom frânge în numele a tot ce ni-e drag
Înălța-vom spre glorie al patriei steag
Puternică, liberă
Pe soartă stăpână
Trăiască Republica
Populară Română

## Nederlandse vertaling
Wij verheerlijken U, Roemenië, ons vaderland
Trots land onder Uw vredige hemel oogst
Vervloekte juk van het verleden is gebroken
Niet tevergeefs vochten onze heldhaftige voorvaderen
Vandaag zijn we de vervulling van hun prachtige droom
Krachtig, vrij
Meester van Uw Lot
Lang leve de Roemeense
Volksrepubliek
Moge onze mensen voor altijd broers zijn
Met de bevrijder het Sovjet-volk
Leninisme wordt onze vuurtoren, kracht en momentum
We volgen met geloof onze onoverwinnelijke Partij
We creëren socialisme op het land van ons land
Krachtig, vrij
Meester van Uw Lot
Lang leve de Roemeense
Volksrepubliek
We bouwen nieuwe fabrieken, verhogen van de opbrengst van het land
We willen met alle volkeren in vrede leven
Maar als onze vijanden ons komen vertrappen
Zullen we ze verslaan in de naam van alles wat we liefhebben
En wij zullen stijgen om de vlag van ons vaderland te verheerlijken
Krachtig, vrij
Meester van Uw Lot
Lang leve de Roemeense
Volksrepubliek

## Andere Roemeense volksliederen
- Marș triumfal (1862-1884)
- Trăiască Regele (1884-1948)
- Zdrobite cătușe (1948-1953)
- Trei culori (1977–1989)
- Deșteaptă-te, române! (1989-heden)